# يوسف السنبلاويني
الشيخ يوسف بن عبد الرحمن السنبلاويني الشرقاوي المكي الشافعي (ت 1285 هـ) قرأ العلوم بمصر على أفاضلها، ثم قدم مكة، وصار يدرس بالمسجد الحرام الدروس العديدة، وكان مفتي مكة السيد أحمد زيني دحلان يرجع إليه في بعض الأحيان لحلِّ بعض المشكلات في المسائل الفقهية.

## مؤلفاته
له عدد من المؤلفات منها: حاشية على متمِّمة الآجرومية سمّاها "العروس المجلية"، وشرح الستين مسألة لشهاب الدين الرملي، وأكمل شرح مسند الشافعي للشيخ عابد السندي، وحاشية على شرح السيد أحمد المرزوقي المالكي على منظومته (عقيدة العوام)، وغيرها من المؤلفات.

## وفاته
توفي في ذي القعدة سنة 1285هـ بمكة، ودفن بالمعلاة.